# 善勝寺 (千葉市緑区)
善勝寺（ぜんしょうじ）は、千葉県千葉市緑区土気町にある顕本法華宗の寺院。山号は宝珠山。本尊は大曼荼羅。

## 由緒
この寺の創建年代については不詳であるが、元は真言宗の寺院であったとされ、1464年（寛正5年）妙満寺派（現在の顕本法華宗）の僧日泰が改宗して善生寺と寺号を改めた。
戦国時代には上総酒井氏の庇護を受け、1563年（永禄6年）には本土寺と末寺支配を巡って対立、室町幕府将軍足利義輝や権力者松永久秀までが介入する騒ぎとなり、翌年に京都日蓮宗15本山の代表が規約を結ぶことになった（「永禄の規約」）。
1591年（天正19年）善勝寺と改められたとされ、江戸時代には妙満寺派本山輪番上総十ヶ寺のひとつであった。
なお、この寺のある場所は土気城の一角であり善勝寺曲郭と称される。

## 所在地
- 千葉県千葉市緑区土気町215